# Левенстим, Август Адольфович
Август Адольфович Левенстим (1857, Москва — 1915, Петроград) — русский правовед-криминалист, судья, адвокат, коллекционер медальерного искусства.

## Биография
Родился в 1857 году в Москве, в принявшей лютеранство еврейской семье из Либавы. Отец — статский советник, доктор медицины Адольф Борисович Левенстим (1827—1882), сын купца Беньямина Левенстима (Лейвенстима) и Сары Арнштейн, выпускник Дерптского университета, служил старшим врачом Московского воспитательного дома и лазарета московского Николаевского сиротского института, а также врачом в Московском николаевском женском училище.
В 1877 году окончил 4-ю Московскую гимназию, в 1881 году — юридический факультет Московского университета кандидатом прав. С октября 1881 года был помощником присяжного поверенного, а в апреле 1882 года стал кандидатом на судебные должности. В 1886 году был назначен исполняющим обязанности судебного следователя при Ельнинском мировом съезде в Смоленской губернии.
В 1888 году был назначен товарищем прокурора Каменец-Подольского окружного суда. С 1 марта 1890 года — товарищ прокурора Виленского окружного суда по Виленскому уезду. С декабря 1894 года — помощник юрисконсульта в I департаменте Министерстве юстиции.
С 8 января 1900 года по 3 марта 1914 года — член 3-го гражданского департамента Харьковской судебной палаты. С конца 1913 года переехал в Петроград, уйдя в отставку (с 3. 03.1914 г.) по болезни в чине действительного статского советника и вступил в сословие присяжных поверенных. Был увлечённым коллекционером: собирал медали всех времён и народов. Являлся членом юридических обществ в Петербурге и Харькове.
Скончался в Петрограде 21 марта 1915 года[по какому календарю?] от грудной жабы.
Сестра — Ольга Адольфовна Левенстим (1862—1908) — была замужем за присяжным поверенным, коллежским советником Маврикием (Морицем) Осиповичем Гиршманом (1851—1919), членом Московского автомобильного общества. Их дочь — Мария Маврикиевна Айзенштат (урождённая Гиршман, 1883—1965), адвокат, историк-публицист, переводчик; жена присяжного поверенного, библиофила и книгоиздателя Давида Самойловича Айзенштата (1880—1947), основателя и директора «Книжной лавки писателей» в Москве.